# Kozličić
Kozličić (Servisch cyrillisch Козличић) is een plaats in de Servische gemeente Valjevo. De plaats telt 237 inwoners (2002).

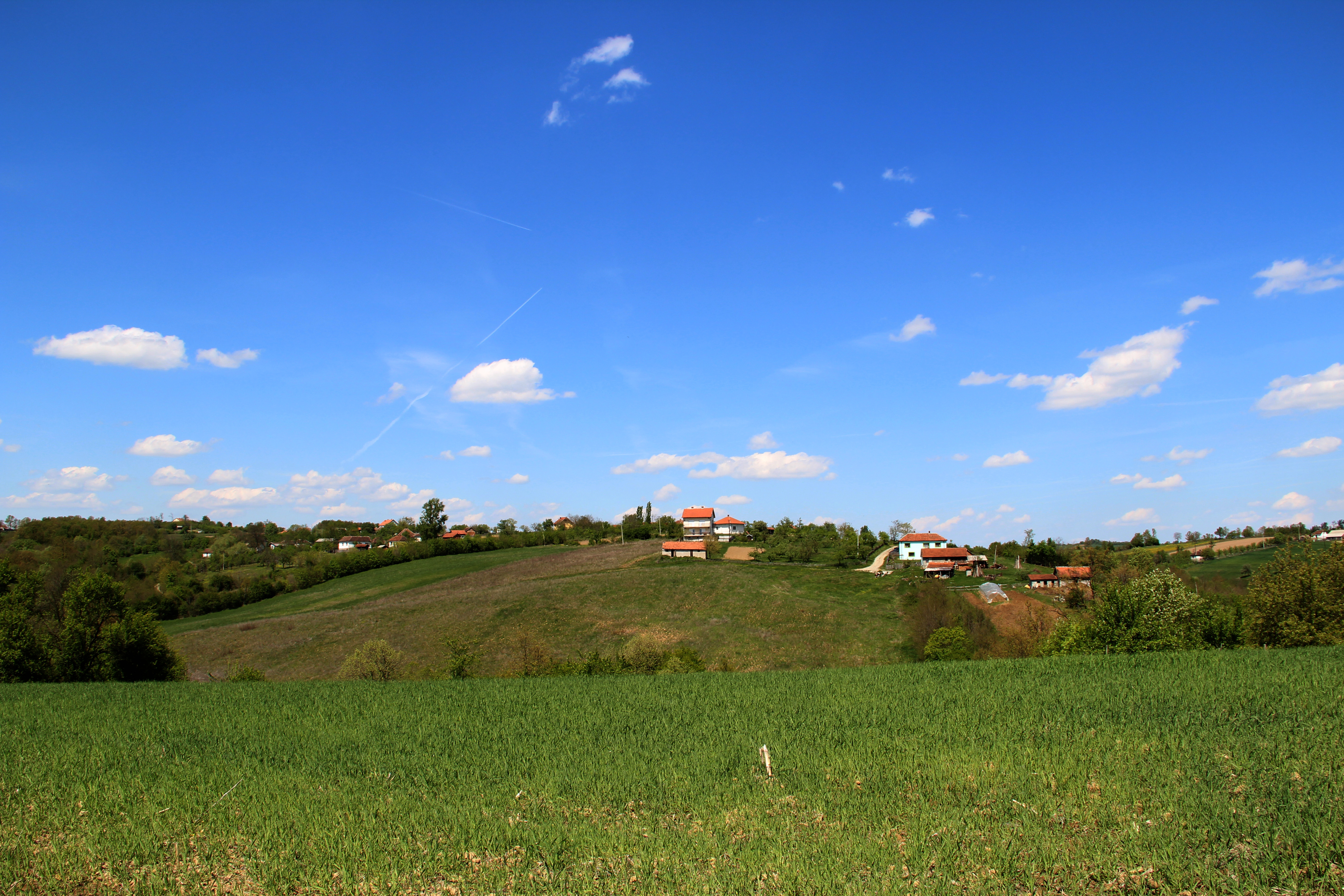
Kozličić Village - panorama
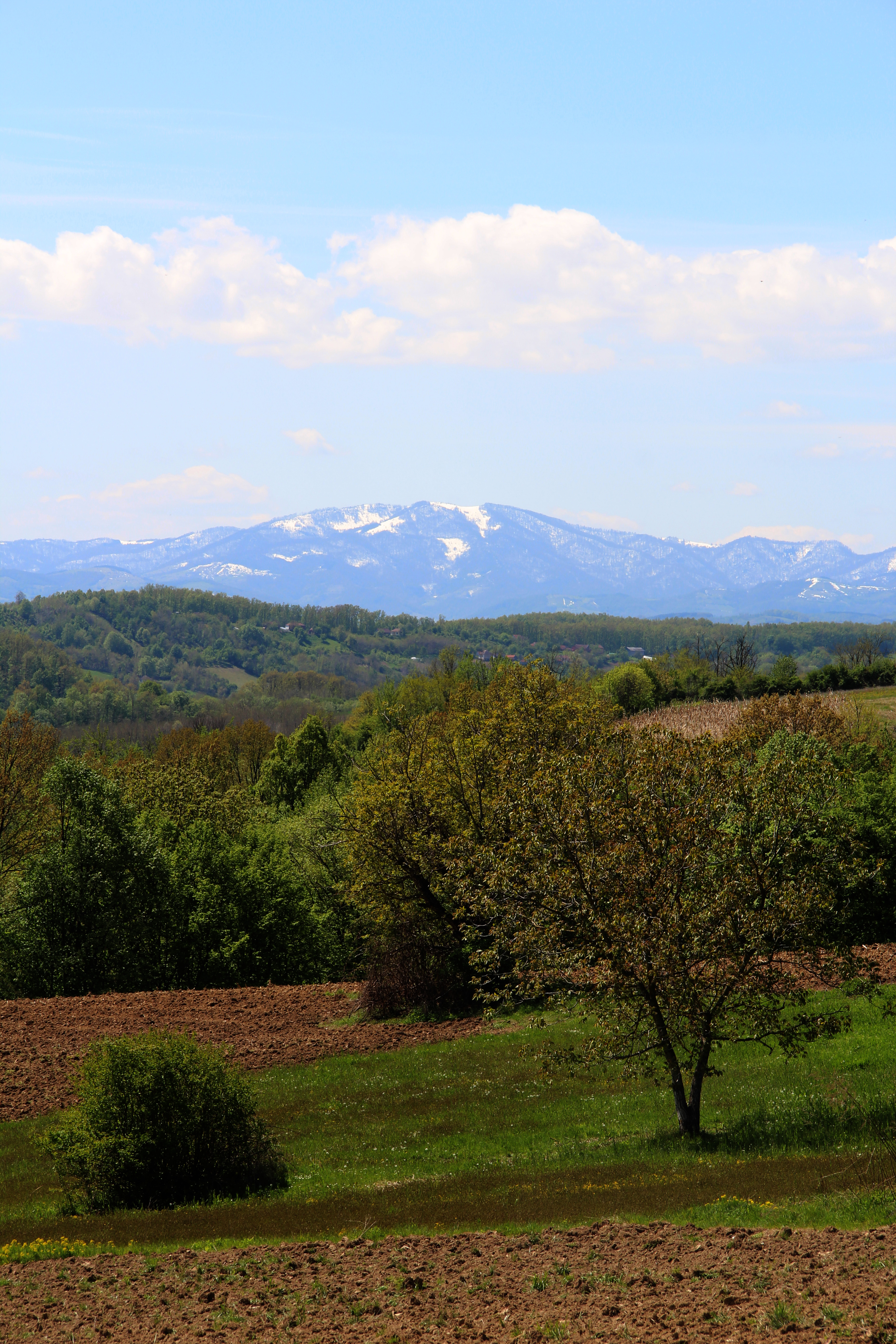
Kozličić Village - panorama
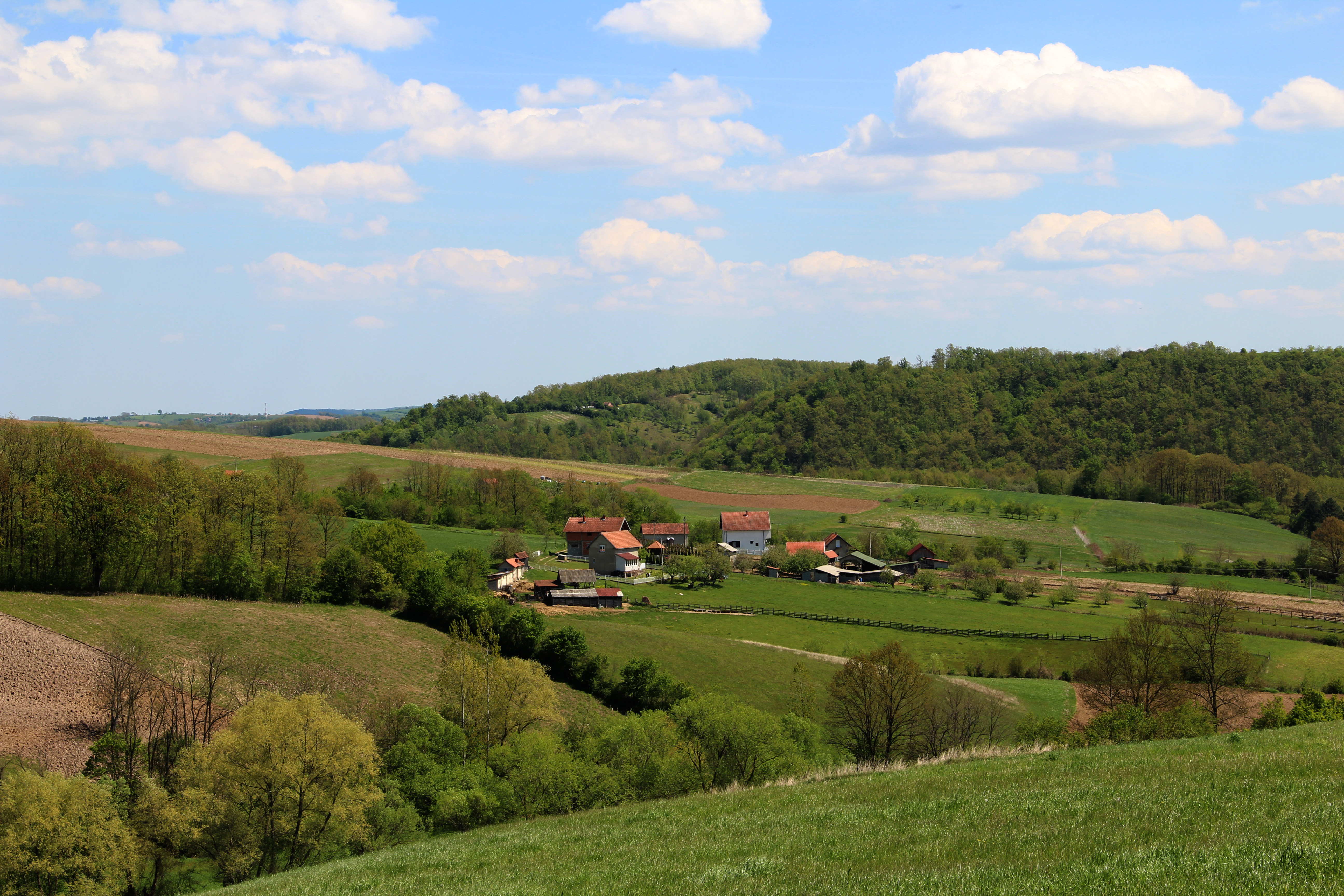
Kozličić Village - panorama
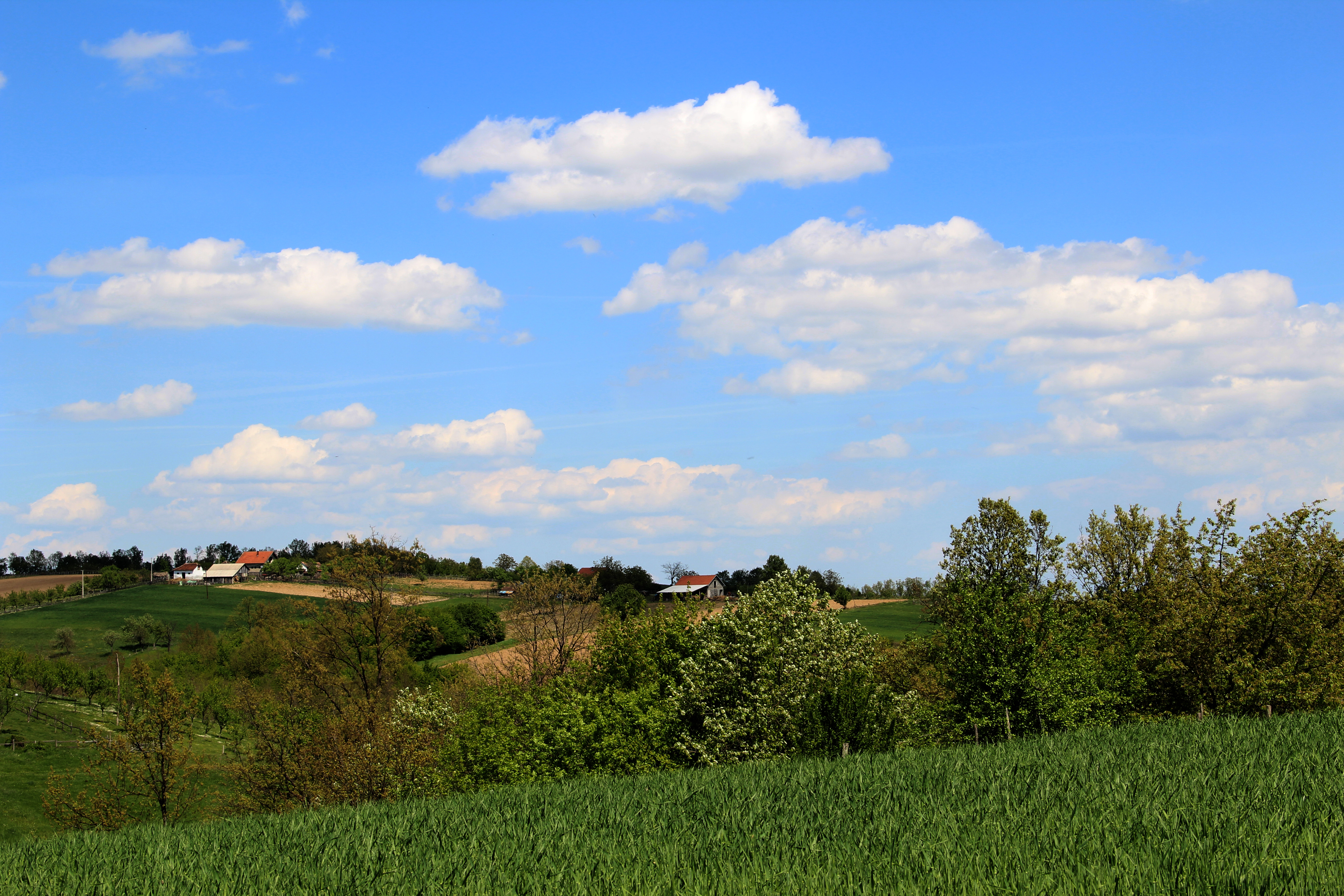
Kozličić Village - panorama
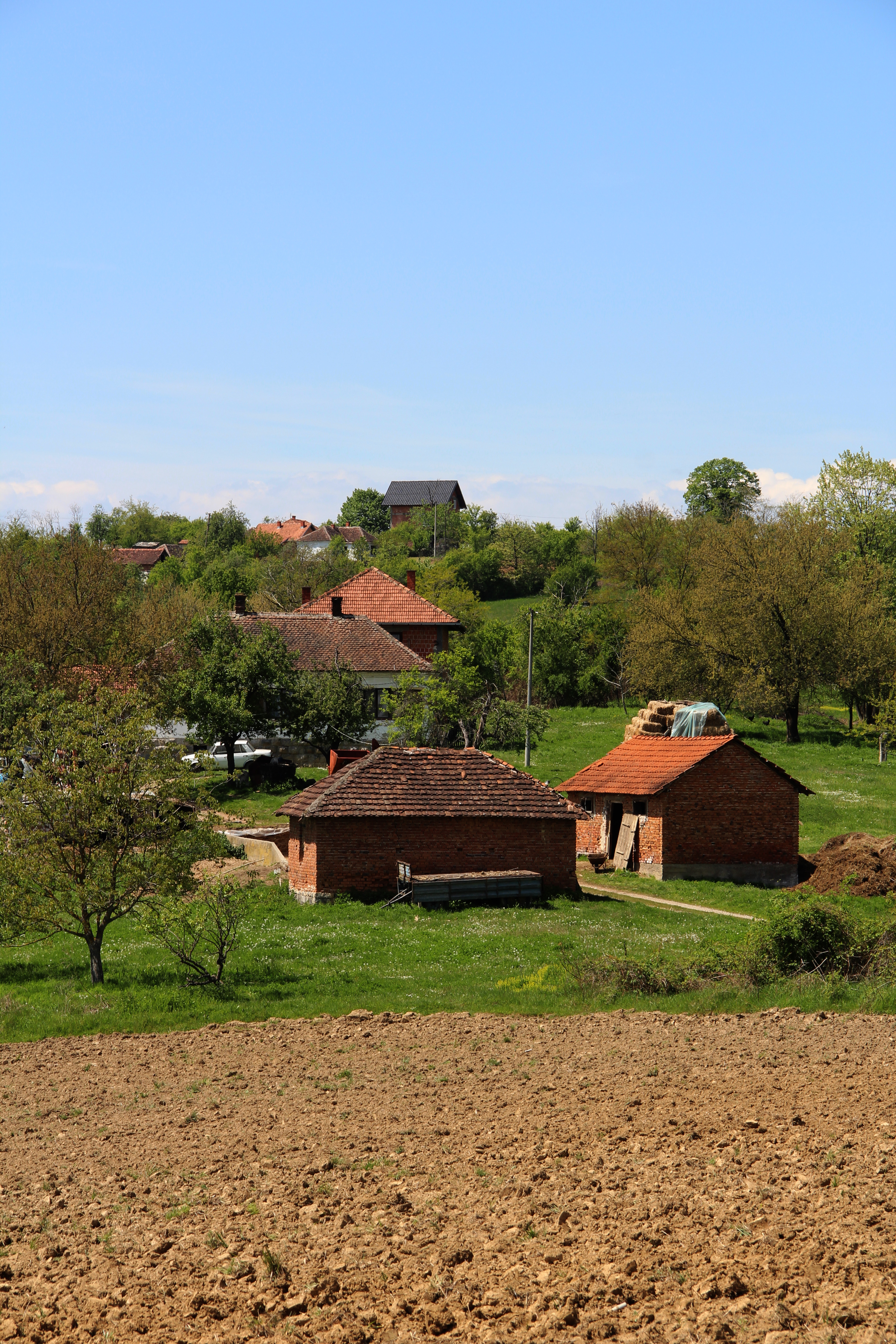
Kozličić Village - panorama
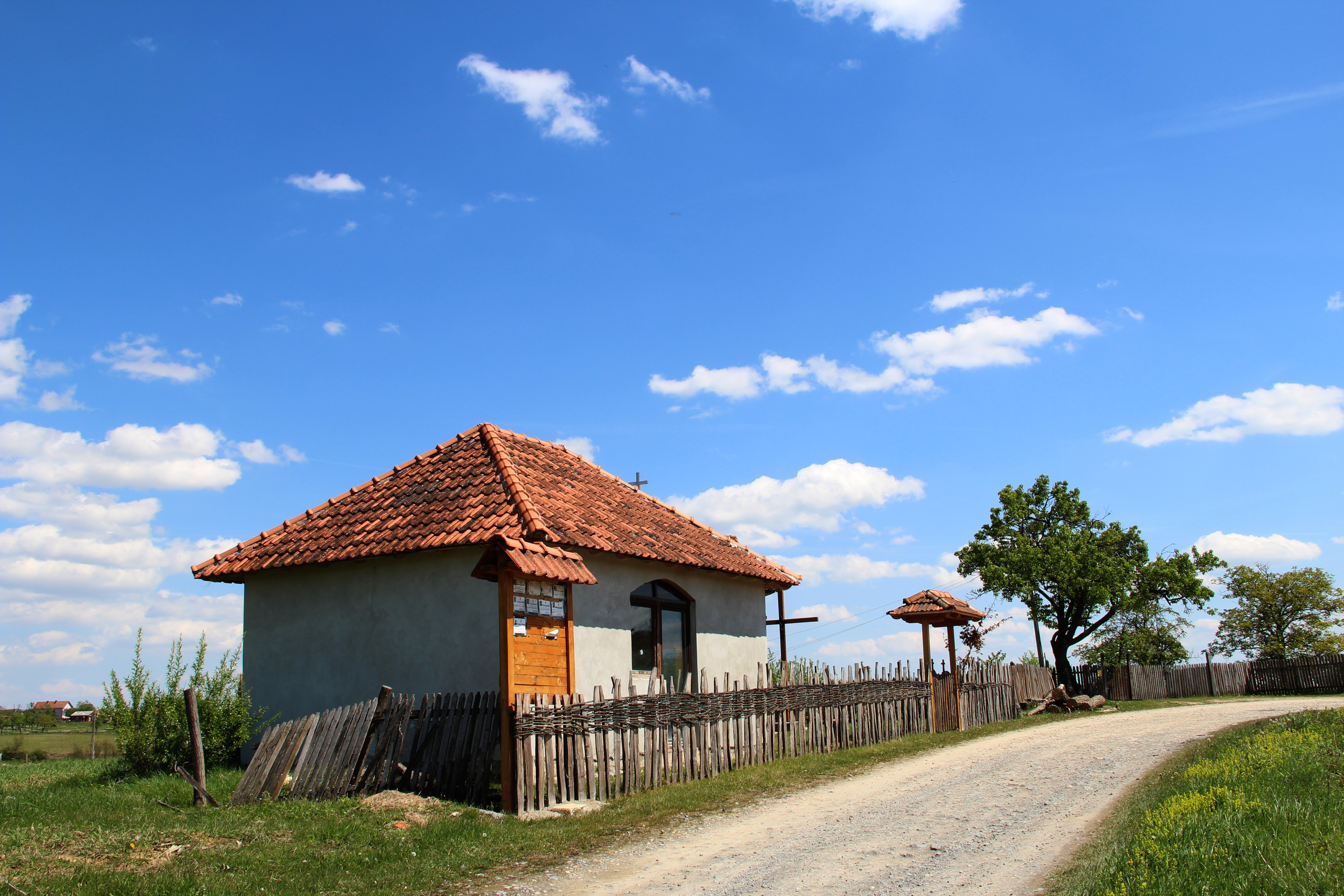
Kozličić Village - panorama